# Stožec (Lausitzer Gebirge)
Stožec (deutsch Schöber, auch Großer Schöber; 665 m n.m.) ist der Name eines Berges im Lausitzer Gebirge (Lužické hory) in Nordböhmen (Tschechien).

## Lage und Umgebung

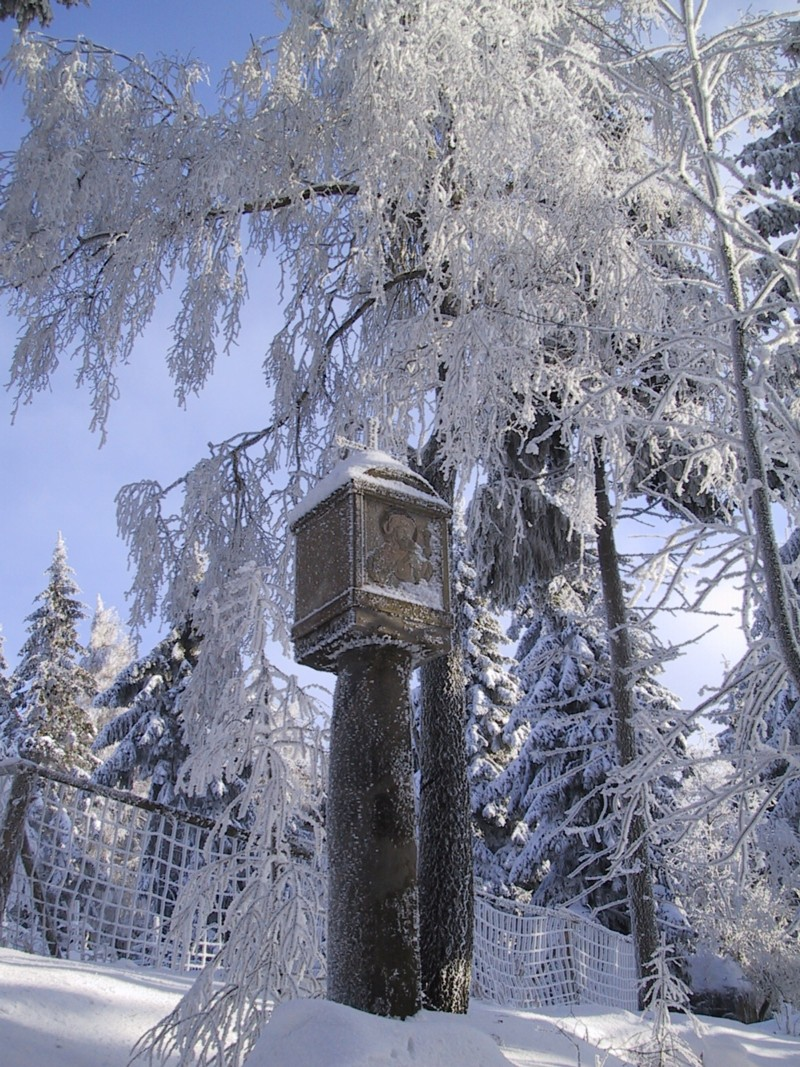
An der Alten Prager Straße

Der Stožec ist ein Teil des Hauptkamms im Lausitzer Gebirge und befindet sich unmittelbar westlich vom Stožecké sedlo (Schöbersattel), ungefähr 9 km südwestlich von Varnsdorf (Warnsdorf) und 8 km nördlich von Nový Bor (Haida). Am Südwesthang befindet sich die Wegführung der mittelalterlichen Alten Prager Straße, erkennbar als zum Teil tief eingeschnittener Hohlweg. Westlich verläuft die Eisenbahntrasse der Böhmischen Nordbahn mit dem mitten im Wald gelegenen Bahnhof Jedlová.
Über den Berg verläuft die Wasserscheide zwischen den Einzugsgebieten von Elbe (zur Nordsee) und Oder (zur Ostsee). Am Südhang befindet sich das Quellgebiet der in Hřensko (Herrnskretschen) in die Elbe mündenden Kamenice (Kamnitz). Die markanten Felsen auf dem Bergrücken sind als Jelení kameny (Hirschensteine oder Konopáč (Hanfkuchen); 676 m n.m.) bekannt.
In der Umgebung finden sich auch heute noch die Bunker des Tschechoslowakischen Walls von 1937. Dieser Bereich der Grenzbefestigung im Lausitzer Gebirge wird auch als Schöberlinie bezeichnet.
Schon im Jahre 1778 bauten die Österreicher auf dem Sandsteinplateau nordöstlich des Gipfels eine Befestigung, welche aber nicht mehr vorhanden ist (→ Bayerischer Erbfolgekrieg).

## Geologie
Der langgezogene Bergrücken besteht aus Sandstein der Kreide. An mehreren Stellen durchbrachen tertiäre Magmen diese Sedimente. Die Felsen im Gipfelbereich bestehen aus Olivinbasalt.

## Wege zum Gipfel
- Entlang der Alten Prager Straße führt ein grün markierter Wanderweg, von diesem führt eine Abzweigung zum Felsen Konopáč.
- Über unmarkierte Wege ist eine Überschreitung des gesamten Bergrückens möglich, dafür kann auch der Stožecké sedlo als Ausgangspunkt dienen.